# (3482) Lesnaya
(3482) Lesnaya es un asteroide perteneciente al cinturón de asteroides, descubierto el 2 de noviembre de 1975 por Tamara Mijáilovna Smirnova desde el Observatorio Astrofísico de Crimea (República de Crimea).

## Designación y nombre
Designado provisionalmente como 1975 VY4. Fue nombrado Lesnaya en homenaje a Lesnaya ciudad rusa.